# Codia
Codia – rodzaj roślin z rodziny radziliszkowatych (Cunoniaceae). Według The Plant List obejmuje 15 gatunków. Wszystkie gatunki występują na Nowej Kaledonii.
W Australii zostały znalezione skamieliny wymarłego gatunku rodzaju Codia, C. australiensis, które przypominały młode liście żyjących przedstawicieli rodzaju. Istniejący obecnie gatunek Callicoma serratifolia również posiada pewne podobieństwa morfologiczne do tego wymarłego gatunku, co może wskazywać na wspólnego przodka.

## Systematyka
Pozycja systematyczna
Rodzaj z rodziny radziliszkowatych (Cunoniaceae) należącej do rzędu szczawikowców (Oxalidales). W obrębie rodziny klasyfikowany do podrodziny Cunonioideae.
Wykaz gatunków
- Codia albicans Vieill. ex Pamp.
- Codia albifrons (Brongn. ex Schinz ex Guillaumin) Baker f.
- Codia belepensis H.C.Hopkins
- Codia cinerascens (Vieill. ex Pamp.) H.C.Hopkins
- Codia discolor (Brongn. & Griseb) Guillaumin
- Codia ferruginea Brongn. & Gris
- Codia fusca (Schltr.) H.C.Hopkins
- Codia incrassata Pamp.
- Codia jaffrei H.C.Hopkins & Fogliani
- Codia mackeeana H.C.Hopkins & Fogliani
- Codia microphylla Vieill. ex Guillaumin
- Codia montana J.R.Forst. & G.Forst.
- Codia nitida Schltr.
- Codia spatulata Brongn. & Gris
- Codia triverticillata H.C.Hopkins & Pillon